# Liste der Fließgewässer im Flusssystem Nidder

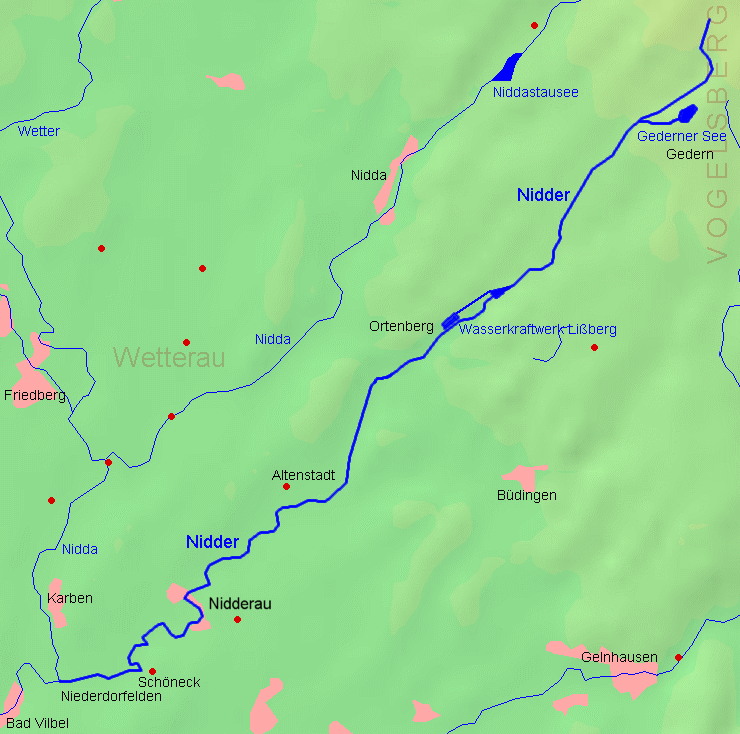
Der Verlauf der Nidder

Die Liste der Fließgewässer im Flusssystem Nidder umfasst alle direkten und indirekten Zuflüsse der Nidder, soweit sie namentlich auf der Topographischen Karte 1:25 000 Hessen (DK 25) oder im Kartenservicesystem des Hessischen Landesamts für Naturschutz, Umwelt und Geologie (HLNUG) WRRL in Hessen aufgeführt werden. Andere Quellwerke werden separat in den Einzelnachweisen dokumentiert. Namenlose Zuläufe und Abzweigungen werden nicht berücksichtigt. Wenn sich der Gewässername nach dem Zusammenfluss zweier Gewässerabschnitte ändert, werden die beiden Zuflüsse als Quellzuflüsse separat angeführt, ansonsten erscheint der Teilbereichsname in Klammern. Die Längenangaben werden auf eine Nachkommastelle gerundet. Die Fließgewässer werden jeweils flussabwärts aufgeführt. Die orografische Richtungsangabe bezieht sich auf das direkt übergeordnete Gewässer.

## Nidder
Die Nidder ist ein 68,6 km langer linker Zufluss der Nidda in Hessen.

## Zuflüsse
Direkte und indirekte Zuflüsse der Nidder
- Spießbach (links), 7,1 km
- Merkenfritzerbach (links) 6,2 km (mit Gänsbach 10,6 km)
  - Gänsbach (rechter Quellbach), 4,4 km
  - Mühlbach (linker Quellbach), 4,8 km
  - Schweinsgraben (links), 5,1 km
- Hillersbach (rechts), 19,9 km
  - Erlenbach (rechts), 2,1 km
- Bleichenbach (rechts) 22,2 km
  - Wolfshainer Bach (rechts), 3,0 km
  - Brunnenbach (rechts), 6,5 km
- Seemenbach (links), 37,4 km

  - Steinbach (links), 3,2 km
  - Daukenbach (rechts), 4,6 km
    - Rödenbach[1] [GKZ 2486613342] (links), 0,9 km

  - Steinbach (rechts), 1,9 km
  - Reichenbach (Reichenbach von Rinderbügen[2]) (links), 3,8 km
    - Bornwiesengraben (links), 2,9 km
      - Preiserlengraben (links), 0,8 km

  - Bornbach (links), 2,0 km
    - Steinbach (rechts), 0,9 km

  - Flattersbach (rechts), 2,5 km
  - Kälberbach (rechts), 8,3 km
    - Pferdsbach (rechts), 2,8 km

  - Salzbach (links), 7,3 km
  - Lohrbach (links), 2,9 km
  - Wolfsbach (rechts), 13,3 km
  - Kleiner Bach (rechts), 2,9 km
  - Hundsgraben (rechts), 1,4 km
- Grenzgraben (Schwarzlochgraben) (links) 3,8 km 
  - Grenzgraben (links), 1,9 km
- Grenzgraben (rechts), 2,6 km
- Lämmchesgraben (rechts), 2,6 km
- Bachstaden (rechts), 3,1 km
- Schwarzlachgraben (links), 3,1 km
- Neuwiesengraben (rechts), 1,5 km
- Hessenjakobsgraben (links), 4,0 km
- Lohmühlsgraben (rechts), 2,4 km
- Krebsbach (rechts), 7,8 km
  - Seegrundgraben (rechts), 1,6 km
  - Keichen (rechts), 1,6 km
- Katzbach (links), 2,5 km
  - Jungfernborngraben (links), 1,7 km
- Landwehrgraben (rechts), 4,1 km
- Erlenbach (rechts), 2,8 km
  - Froschbach (rechts), 1,5 km
- Hellerborner Bach (links), 2,5 km
- Feldbach (links), 4,8 km
- Graben im Reith (rechts), 2,0 km

## Flusssystem Nidda
- Liste der Fließgewässer im Flusssystem Nidda